# Cayuga Lacus
Cayuga Lacus est un lac de Titan, satellite naturel de Saturne.

## Caractéristiques
Son diamètre est de 22,7 km.
Le nom de ce lac a été donné en référence au lac Cayuga, un lac des États-Unis.